# Forever (parfüm)
A Forever a harmadik női parfüm (az M by Mariah Carey és a Luscious Pink után), aminek Mariah Carey a reklámarca és egyik tervezője és amit az Elizabeth Arden jelentetett meg. 2009 augusztusától kapható. Címét az énekesnő Forever című daláról kapta, ami az 1995-ös Daydream albumon jelent meg; üvege art deco stílusú.
Fő illatai: neroli, lótuszvirág, harmatos zöldalma (fejillat), tubarózsa, gardénia (szívillat), fehér pézsma, egzotikus fa (alapillat).
Az Elizabeth Arden reklámigazgató-helyettese, Ron Rolleston azt nyilatkozta, a parfümöt azok az érzések ihlették, amik a legjellemzőbbek most Carey életében: öröm és optimizmus. Az énekesnő kijelentette: „Csodálatos most az életem, azok vesznek körül, akiket és amiket szeretek, és a Forever ezt a pillanatot ragadja meg.” Ezzel utal házasságára, új albumára (Memoirs of an Imperfect Angel) és filmjére Precious.